# Distenia minor
Distenia minor är en skalbaggsart som beskrevs av J. Linsley Gressitt 1951. Distenia minor ingår i släktet Distenia och familjen långhorningar. Inga underarter finns listade i Catalogue of Life.